# Katholieke Kerk in Duitsland

Duitsland

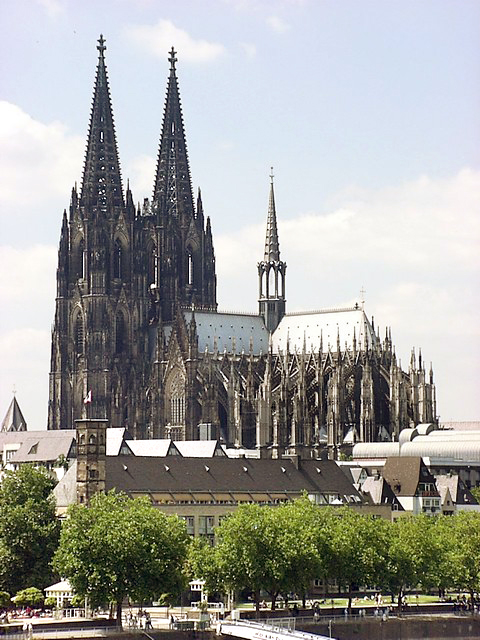
Dom van Keulen

De Katholieke Kerk in Duitsland maakt deel uit van de wereldwijde Katholieke Kerk onder het leiderschap van de paus en de curie.
Algemene vergaderingen van de katholieken van Duitsland zijn onder de benaming Katholikentage sinds 1848 zo mogelijk jaarlijks, sinds 1950 om de twee jaar gehouden. Sinds 1867 komen de bisschoppen jaarlijks te Fulda bijeen voor een bisschoppenconferentie.
In 2021 behoorde 26,0% van de bevolking tot de Katholieke Kerk.

## Geschiedenis
Het bisdom Trier is het oudste bisdom van Duitsland en bestaat al sinds de tweede helft van de 3e eeuw.
In de jaren na de oprichting van het Duitse keizerrijk (1871) woedde de Kulturkampf, waarbij een hevige strijd losbarstte tussen kanselier Otto von Bismarck en de paus en de Duitse bisschoppen.
In 1933 sloten de Heilige Stoel en nazi-Duitsland een concordaat. Maar katholieke geestelijken werden door het naziregime in diskrediet gebracht, lastiggevallen en gearresteerd. Ook werden kloosters opgeheven, kerkeigendommen en bankrekeningen in beslag genomen, katholieke jeugdgroepen verboden en katholieke scholen gesloten. Hierop reageerde paus Pius XI in 1937 met de encycliek Mit brennender Sorge.
Ten gevolge van de verdrijving van Duitsers na de Tweede Wereldoorlog uit Midden- en Oost-Europa zijn in Noordwest-Duitsland, dat vroeger vrijwel geheel protestants was, ruim een half miljoen katholieken komen wonen, terwijl zich in van oudsher katholieke streken evenveel protestanten hebben gevestigd.
De territoriale veranderingen die het gevolg waren van de Tweede Wereldoorlog en de daarmee samenhangende verschuivingen in de godsdienstige structuur van verschillende gebieden hebben ernstige gevolgen gehad voor de organisatie van de Katholieke Kerk in Duitsland. Met name voor de vroegere Duitse gebieden ten oosten van de Oder-Neisse-lijn was er, kerkrechterlijk gezien, een moeilijke situatie ontstaan. De oude kerkelijke indeling werd lange tijde onaangetast gelaten. Na de ratificering van het Duits-Poolse verdrag in 1972 kregen de bisdommen in de voormalige Duitse gebieden in Polen via de Apostolische constitutie Episcoporum Poloniae nieuwe grenzen.
De grens tussen de Bondsrepubliek en de DDR liep dwars door verschillende aartsbisdommen. De Katholieke Kerk weigerde de grenzen van de bisdommen aan te passen aan de Duits-Duitse grens en stelde voor de in de DDR gelegen delen van bisdommen speciale kerkelijke functionarissen met volmachten aan.

### Historische indeling
De afbeeldingen laten de verdeling van bisdommen en aartsbisdommen zien in respectievelijk het jaar 1500 en 1815. 

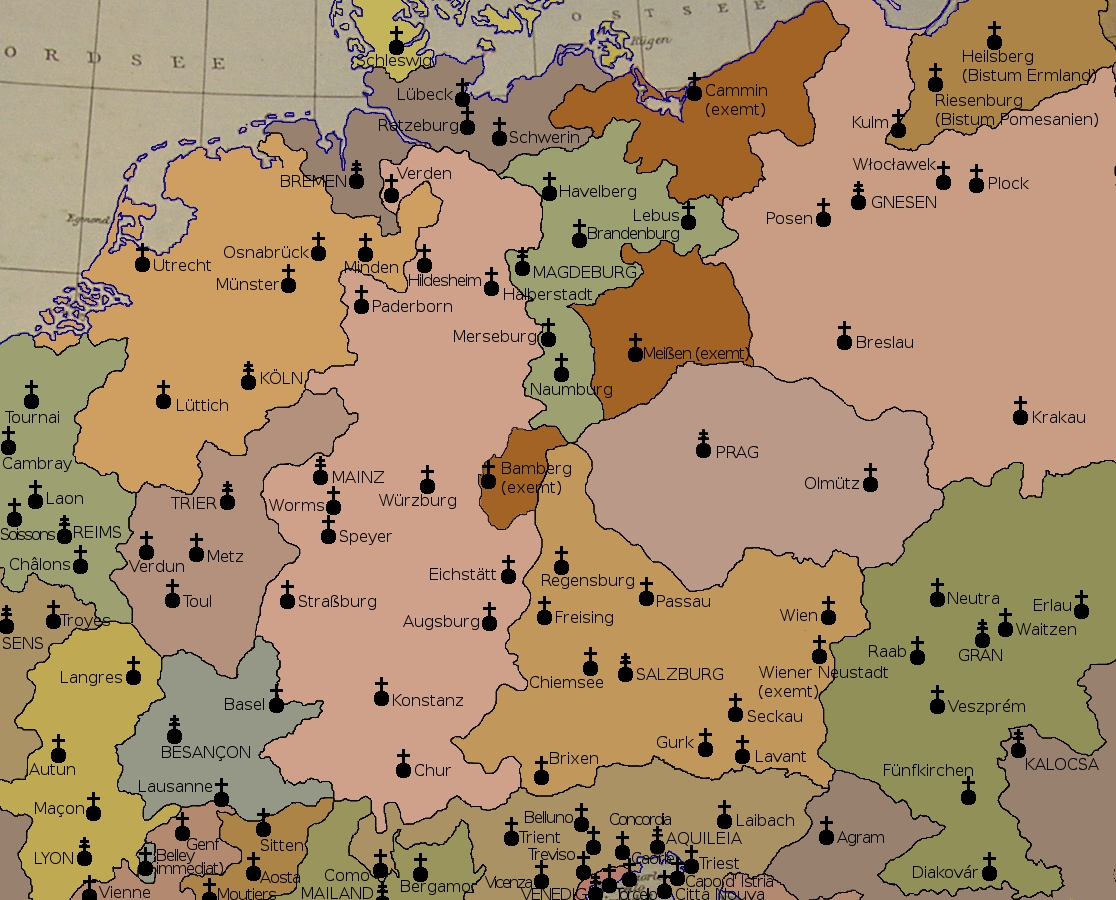
Bisdommen anno 1500
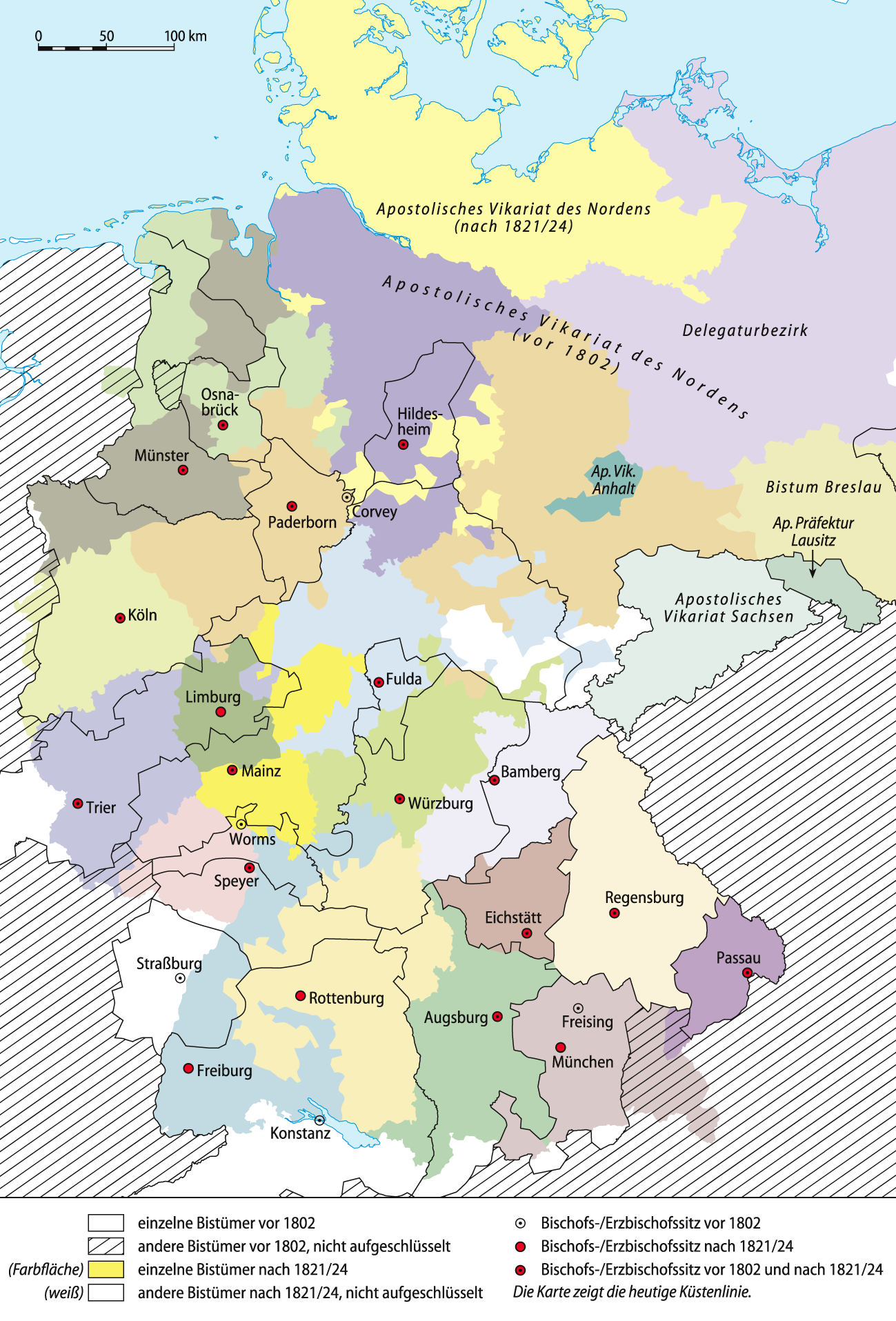
Bisdommen anno 1815

## Territoriale indeling
Het grondgebied van Duitsland is verdeeld in zeven kerkprovincies, die de naam dragen van het betreffende aartsbisdom. Binnen deze zeven kerkprovincies zijn 27 bisdommen gelegen; zeven aartsbisdommen en 20 suffragane bisdommen. Daarnaast kent Duitsland nog een militair ordinariaat.
| Bisdom                          | Bisdom                          | Bisschop                 | Hulpbisschoppen                                                                                 |
| ------------------------------- | ------------------------------- | ------------------------ | ----------------------------------------------------------------------------------------------- |
| Aartsbisdom Bamberg             | Aartsbisdom Bamberg             | Herwig Gössl             | * Werner Radspieler                                                                             |
| 1.                              | Bisdom Eichstätt                | Gregor Maria Franz Hanke |                                                                                                 |
| 2.                              | Bisdom Speyer                   | Karl-Heinz Wiesemann     | * Otto Georgens                                                                                 |
| 3.                              | Bisdom Würzburg                 | Franz Jung               | * Ulrich Boom                                                                                   |
| Aartsbisdom Berlijn             | Aartsbisdom Berlijn             | Heiner Koch              | * Matthias Heinrich                                                                             |
| 1.                              | Bisdom Dresden-Meißen           | Heinrich Timmerevers     |                                                                                                 |
| 2.                              | Bisdom Görlitz                  | Wolfgang Ipolt           |                                                                                                 |
| Aartsbisdom Freiburg            | Aartsbisdom Freiburg            | Stephan Burger           | * Rainer Klug * Bernd Joachim Uhl * Paul Friedrich Wehrle                                       |
| 1.                              | Bisdom Mainz                    | Peter Kohlgraf           | * Udo Bentz                                                                                     |
| 2.                              | Bisdom Rottenburg-Stuttgart     | Gebhard Fürst            | * Johannes Kreidler * Thomas Maria Renz                                                         |
| Aartsbisdom Hamburg             | Aartsbisdom Hamburg             | Stefan Heße              | * Hans-Jochen Jaschke * Norbert Werbs                                                           |
| 1.                              | Bisdom Hildesheim               | Norbert Trelle           | * Heinz-Günter Bongartz * Nikolaus Schwerdtfeger                                                |
| 2.                              | Bisdom Osnabrück                | Sedisvacatie             | * Theodor Kettmann                                                                              |
| Aartsbisdom Keulen              | Aartsbisdom Keulen              | Rainer Woelki            | * Heiner Koch * Manfred Melzer                                                                  |
| 1.                              | Bisdom Aken                     | Helmut Dieser            | * Karl Borsch * Johannes Bündgens                                                               |
| 2.                              | Bisdom Essen                    | Franz-Josef Overbeck     | * Ludger Schepers * Franz Vorrath                                                               |
| 3.                              | Bisdom Limburg                  | Georg Bätzing            | * Thomas Löhr                                                                                   |
| 4.                              | Bisdom Münster                  | Felix Genn               | * Dieter Geerlings * Christoph Hegge * Wilfried Theising * Heinrich Timmerevers * Stefan Zekorn |
| 5.                              | Bisdom Trier                    | Stephan Ackermann        | * Robert Brahm * Helmut Dieser * Jörg Michael Peters                                            |
| Aartsbisdom München en Freising | Aartsbisdom München en Freising | Reinhard Marx            | * Wolfgang Bischof * Bernhard Hasslberger * Engelbert Siebler                                   |
| 1.                              | Bisdom Augsburg                 | Konrad Zdarsa            | * Josef Grünwald * Anton Losinger                                                               |
| 2.                              | Bisdom Passau                   | Stefan Oster             |                                                                                                 |
| 3.                              | Bisdom Regensburg               | Rudolf Voderholzer       | * Reinhard Pappenberger                                                                         |
| Aartsbisdom Paderborn           | Aartsbisdom Paderborn           | Hans-Josef Becker        | * Hubert Berenbrinker * Manfred Grothe * Matthias König                                         |
| 1.                              | Bisdom Erfurt                   | Ulrich Neymeyr           | * Reinhard Hauke                                                                                |
| 2.                              | Bisdom Fulda                    | Heinz Josef Algermissen  | * Karlheinz Diez                                                                                |
| 3.                              | Bisdom Maagdenburg              | Gerhard Feige            |                                                                                                 |
| Militair ordinariaat            | Militair ordinariaat            | Franz-Josef Overbeck     |                                                                                                 |

|  |

## Economische kritiek
In Duitsland wordt een kerkbelasting door de Duitse overheid direct over het loon van gelovigen geheven en aan het kerkgenootschap betaald waarbij de betrokkene is ingeschreven. De genootschappen bekostigen hiermee de standaard kosten die elke kerk heeft, maar gebruiken dit geld ook voor liefdadigheid en versterking van het sociale middenveld. In 2017 haalde de Katholieke Kerk hiermee een bedrag van zo'n 6 miljard euro op.
Deze belastingen maakten de Duitse Katholieke Kerk tot een van de rijkste kerkonderdelen wereldwijd. Toen men echter de indruk kreeg dat dit geld niet voor het juiste doel gebruikt werd, doordat een bisschop zijn bisschoppelijk paleis voor vele miljoenen liet verbouwen, ontstond hier in 2014 grote kritiek op. Dit dwong de kerk om openheid van zaken te geven, waarna bleek dat sommige bisdommen puissant rijk waren. Zo bezat het bisdom München een bedrag van 5,5 miljard euro en Keulen deed hier met 3,3 miljard euro amper voor onder. Echter bleek ook dat de Oost-Duitse bisdommen nog altijd achter bleven. Zo bezat Maagdenburg zo'n 200.000 euro.